# 장경고등학교
장경고등학교(新北市私立莊敬高級工業家事職業學校, 莊敬高職, 좡징 고등학교)는 타이완 신베이시에 위치한 사립 특성화 예술 고등학교이기도 한데, 1922년 핑민 중학교(平民 中學校)로 처음 개교되었다.

## 학과소개
- 공연예술학과 (表演藝術科)
  - 실용댄스
  - 실용연기
  - MC & 마술 - 2018년 9월 학기부터 추가

- 영상제작학과 (電影電視科)
- 미장미용학과 (美容美髮科)
  - 헤어스타일링
  - 메이크업
- 유아교육학과 (幼兒保育科)
- 패션디자인과 (服裝科)
- 데이터처리과 (資料處理科)
- 식음료조리과 (餐飲管理科)
  - 양식
  - 중식
  - 베이커리
- 컴퓨터응용과 (資訊科)
- 멀티미디어과 (多媒體動畫科)
- 원예과 (園藝科) - 2018년 9월 학기부터 추가
- 음악과 (音樂科) - 2018년 9월 학기부터 추가
- 농장경영과 (農場經營科) - 2018년 9월 학기부터 추가